# Zamek Trzewlin
Zamek Trzewlin – ruiny średniowiecznego zamku rycerskiego z XIV wieku na szczycie Panieńskiej Góry w Wielkiej Wsi w powiecie tarnowskim w województwie małopolskim.

## Historia
Zamek, którego budowę rozpoczęto w XIV wieku, należał początkowo do rodu Białoniów herbu Rawicz, którzy pisali się „z Trzewlina” lub posługiwali się nazwiskiem Trzewliński, i stanowił integralną część systemu obronnego Dunajca, systematycznie tworzonego w XIV wieku. W XV wieku przeszedł w ręce Wielowieyskich herbu Półkozic, a w XVII wieku popadł w ruinę i po wojnach szwedzkich został rozebrany przez mieszczan z pobliskiego Wojnicza. Obecnie na gęsto porośniętym roślinnością wzgórzu zachowały się jedynie ślady suchej fosy oraz niewielkie fragmenty murów.
Trzewlin pojawia się w źródłach po raz pierwszy pod koniec XIV wieku, gdy wzmiankowany jest Mszczuj z Trzewlina; w 1407 zamek był własnością Andrzeja Trzewlińskiego. Według XIX-wiecznego etnografa i historyka Żegoty Pauliego, powołującego się na Dzieje w Koronie polskiej Łukasza Górnickiego, w 1543 roku na zamku Trzewlin przebywali przez jakiś czas król Zygmunt Stary i królowa Bona, którzy schronili się tam przed zarazą. Pauli pisał o Trzewlinie:
Pamiętny jest pobytem króla Zygmunta I wraz z Boną i żoną syna Zygmunta Augusta w r. 1543, podczas szerzącego się morowego powietrza, przed którem Zygmunt Aug. do Wilna umknął, ojciec zaś jego do Zatora, zkąd na prośbę Spytka pana z Tarnowa, podksarb. koron., udał się do tego zamku.
Okoliczności opuszczenia zamku i jego rozbiórki nie są znane; niektórzy badacze wysuwali przypuszczenie, że budowa nie została nigdy ukończona.

## Lokalizacja i plan zamku
Warownia, położona na wzgórzu na lewym brzegu Dunajca, 120 metrów nad dnem doliny rzeki, składała się z trzech części: zamku górnego, zamku dolnego i ufortyfikowanego podgrodzia. Zamek górny, ulokowany w wyższej części góry, zbudowano na planie kwadratu o bokach 40 na 40 metrów; był on otoczony kamiennym murem. Poniżej znajdował się zamek dolny o kształcie wydłużonego trójkąta oraz koliste podgrodzie, oddzielone od zamku dolnego suchą fosą. Zamek dolny i podgrodzie były otoczone ziemnymi obwałowaniami.

## Legendy
Z zamkiem Trzewlin wiążą się legendy ludowe o niewiernych żonach rycerzy Bolesława Śmiałego, które schroniły się na szczycie góry przed mężami powracającymi z wyprawy do Kijowa. Wzniosły tam szańce i broniły się, uzbrojone w miecze, oszczepy, łuki i topory. W końcu obrona kobiet została złamana. Mściwi mężowie srogo ukarali niewierne żony; wiele z nich zginęło w okrutny sposób. Legendy te zostały przytoczone m.in. przez poetę romantycznego Seweryna Goszczyńskiego w jego Dzienniku podróży do Tatrów (1832).

## Szlaki turystyczne
Do ruin zamku prowadzi niebieski  szlak turystyczny rozpoczynający się na rynku w Wojniczu.